# معهد الأبحاث الفرنسي لاستغلال البحار

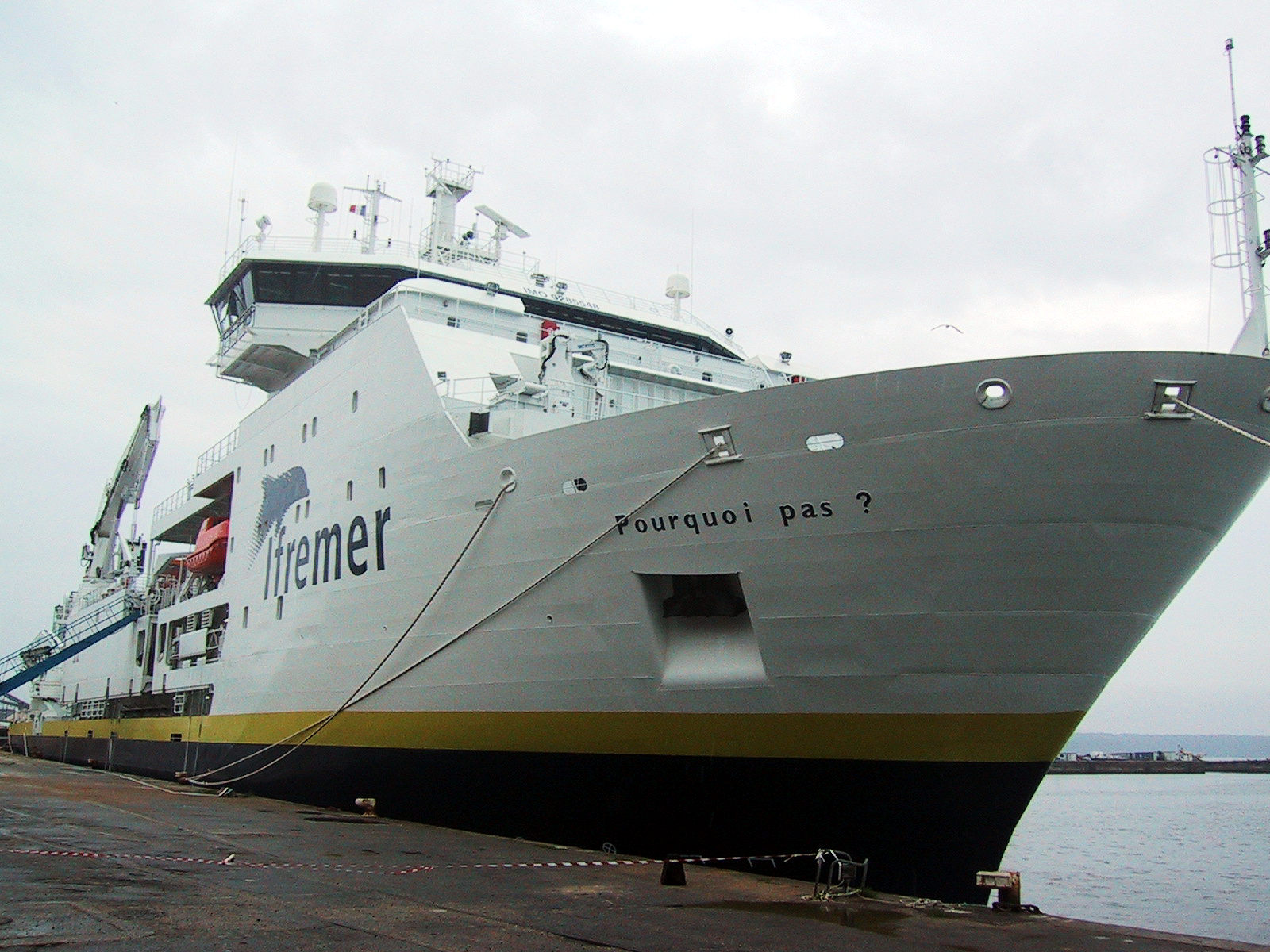

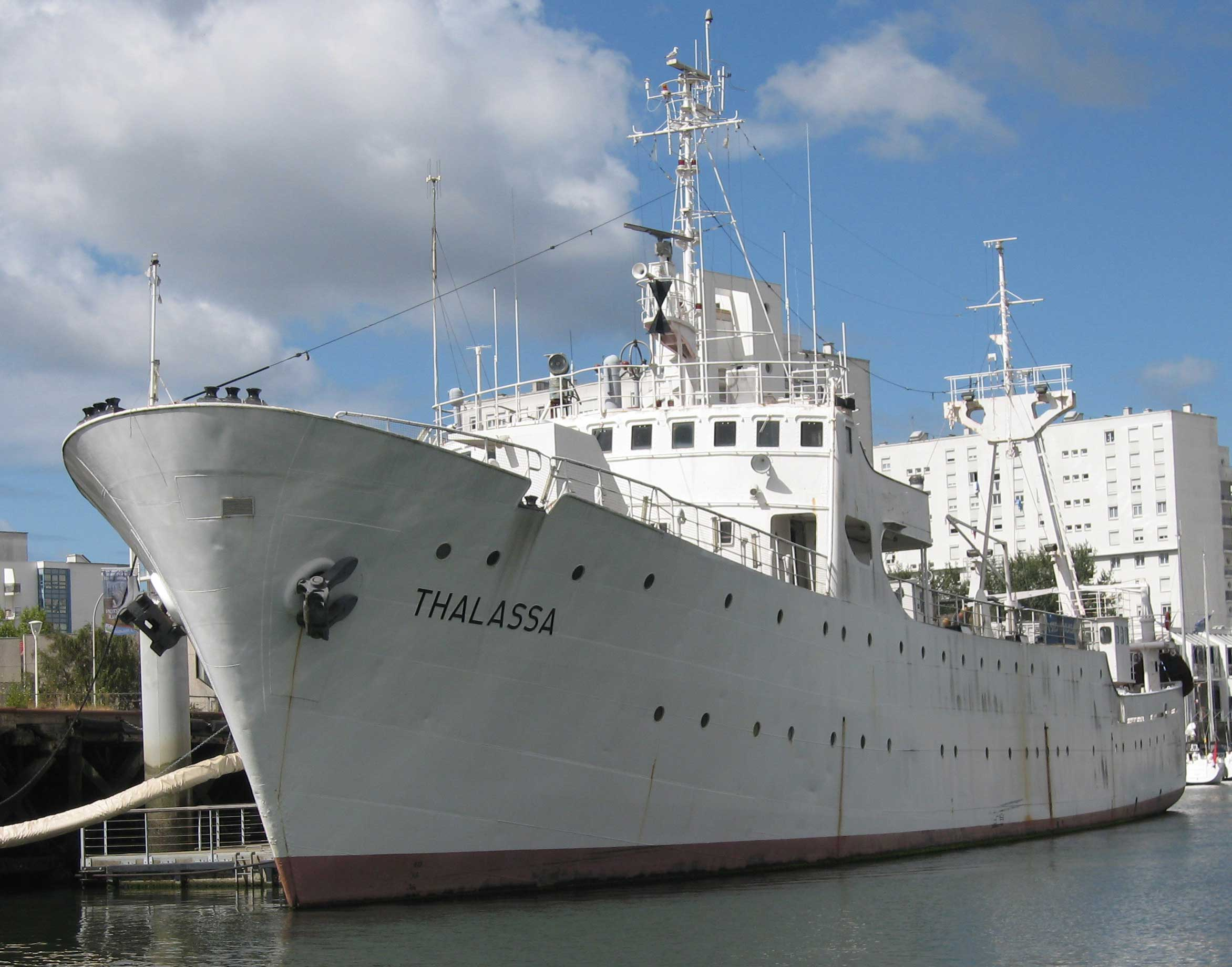
ثالاسا

معهد الأبحاث الفرنسي لاستغلال البحار (إيفريمير) هي مؤسسة لعلوم المحيطات في فرنسا.